# 科蒂斯角

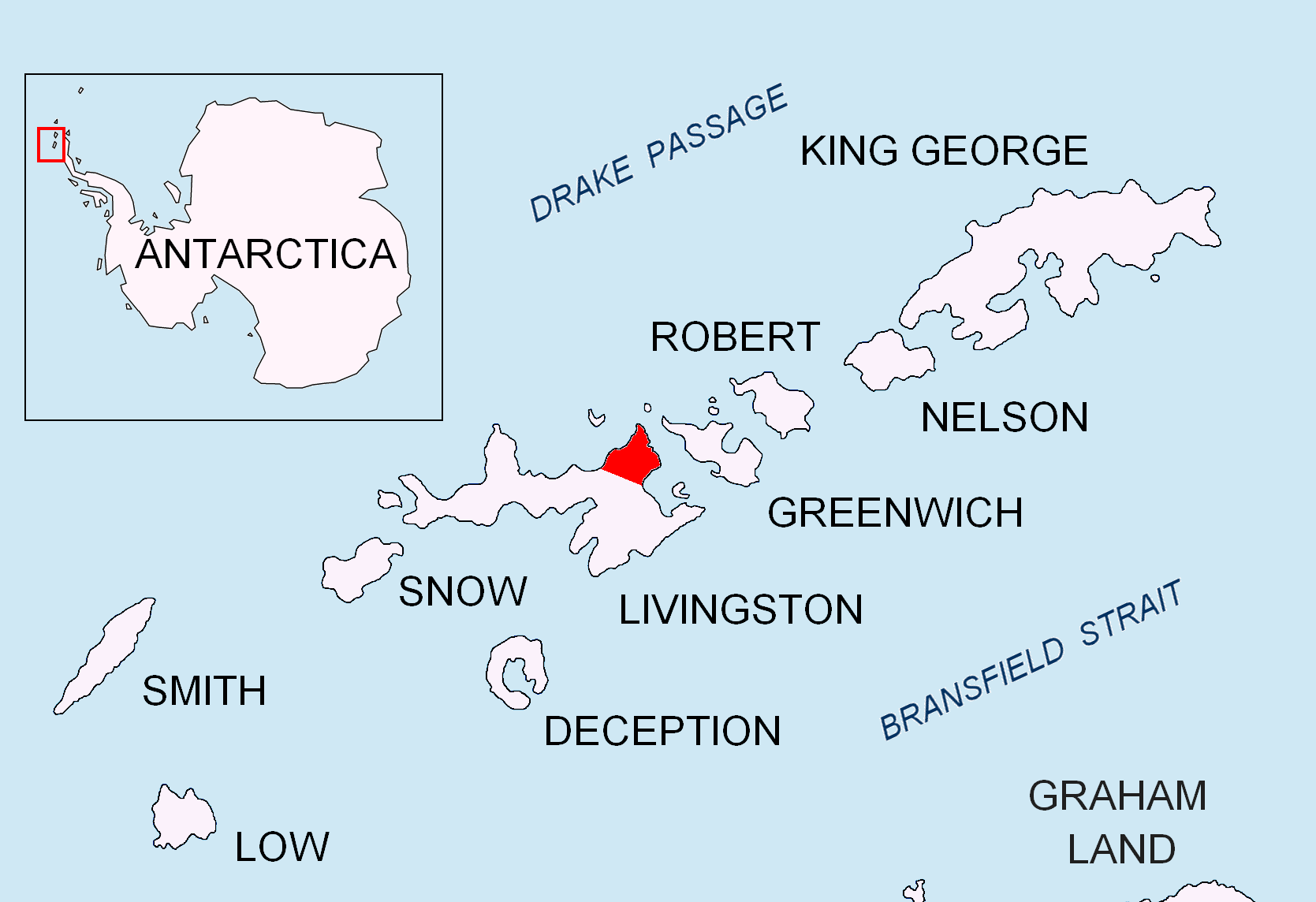

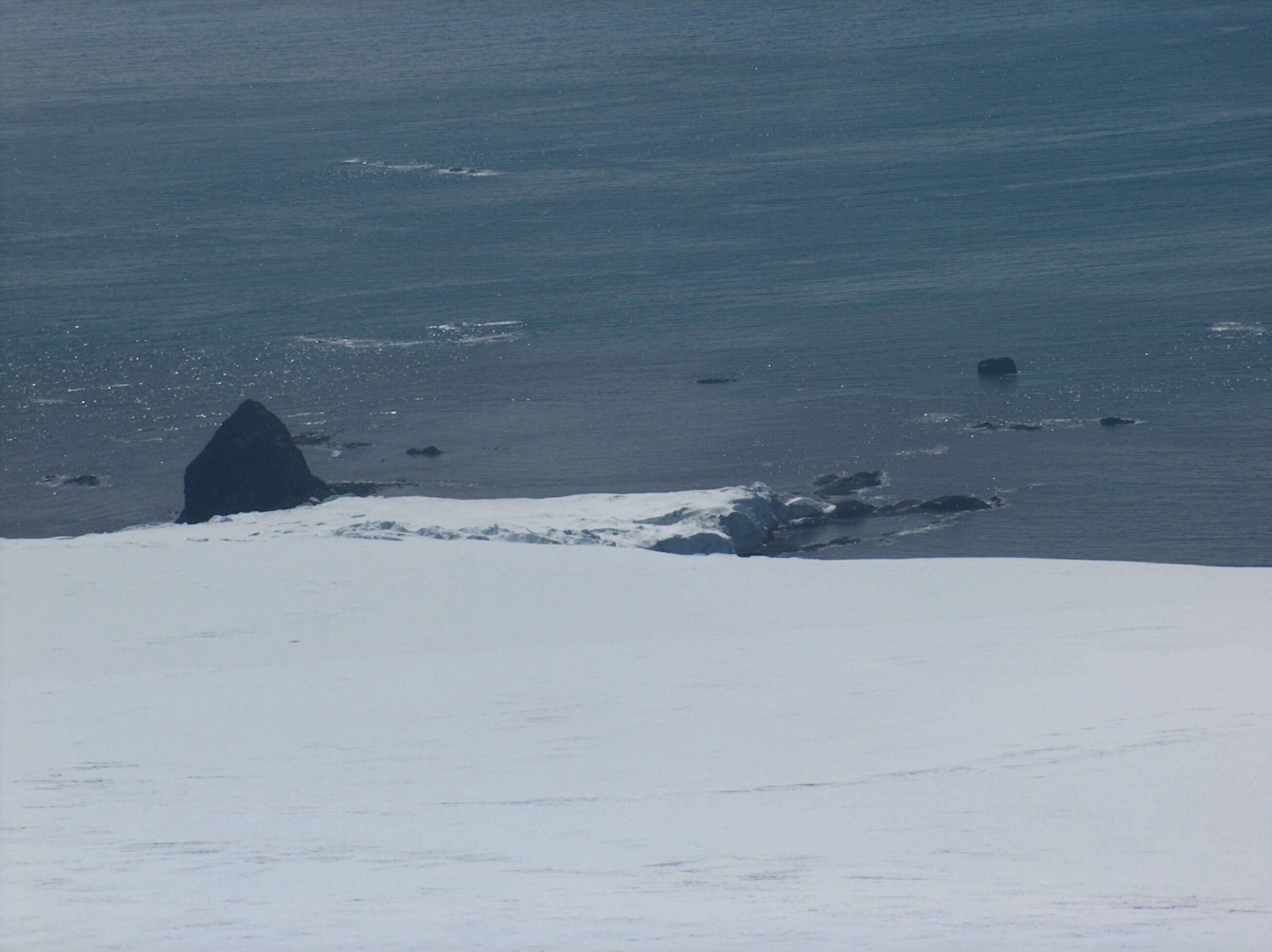

科蒂斯角是南極洲的海岬，位於南設得蘭群島中利文斯頓島的瓦爾納半島東北岸，處於貝茲梅爾角東北面3公里、威廉斯角西南面6.6公里和西丁斯角東北面12.6公里。
62°30′00″S 60°12′33″W / 62.50000°S 60.20917°W

## 外部連結
- Composite Antarctic Gazetteer（页面存档备份，存于）.